# Carlos Sousa
Carlos Sousa (Almada, 16 de enero de 1966) es un piloto portugués de rally especialista en rally raid y carreras de todo-terreno.

## Carrera deportiva
Es piloto de rallies, empezando a competir en el Rally de Portugal, desde 1996 compitió habitualmente en el Rally Dakar donde destaca como mejor resultado el cuarto lugar logrado en la edición de 2003.
En 2003, junto a Henri Magne de copiloto, se consagraron campeón de la Copa Mundial de Rally Cross-Country de la FIA al terminar en cuarta posición en la última prueba del campeonato en el Abu Dhabi Desert Challenge, por encima de Stéphane Peterhansel, campeón de dicho torneo.
De 2012 a 2014 se unió al equipo de Great Wall Haval en apoyo a las empresas que incursionaba en el rally raid con dos presencias entre los 10 primeros, y en su ultima participación con dicha escudería, pese a ganar la etapa inicial, se retiró por lesión.

## Resultados

### Rally Dakar
- Participaciones en el Rally Dakar.
| Año     | Categoría | Vehículo   | Copiloto            | Posición | Etapas |
| ------- | --------- | ---------- | ------------------- | -------- | ------ |
| 1996    | Coches    | Mitsubishi | Pascal Laroque      | 12.º     | -      |
| 1997    | Coches    | Mitsubishi | Philippe Rey        | 10.º     | -      |
| 1998    | Coches    | Mitsubishi | Philippe Rey        | 17.º     | -      |
| 1999    | Coches    | Mitsubishi | William Alcaraz     | 18.º     | -      |
| 2000    | Coches    | Mitsubishi | João Luz            | Ret.     | 2      |
| 2001    | Coches    | Mitsubishi | Jean-Michel Polato  | 5.º      | 2      |
| 2002    | Coches    | Mitsubishi | Victor Jesus        | 5.º      | -      |
| 2003    | Coches    | Mitsubishi | Henri Magne         | 4.º      | -      |
| 2005    | Coches    | Nissan     | Thierry Delli Zotti | 7.º      | -      |
| 2006    | Coches    | Nissan     | Jean-Marie Lurquin  | 7.º      | -      |
| 2007    | Coches    | Nissan     | Andreas Schulz      | 7.º      | 1      |
| 2010    | Coches    | Mitsubishi | Matthieu Baumel     | 6.º      | -      |
| 2012    | Coches    | Great Wall | Jean-Pierre Garcin  | 7.º      | -      |
| 2013    | Coches    | Haval      | Miguel Ramalho      | 6.º      | -      |
| 2014    | Coches    | Haval      | Miguel Ramalho      | Ret.     | 1      |
| 2015    | Coches    | Mitsubishi | Paulo Fiuza         | 8.º      | -      |
| 2016    | Coches    | Mitsubishi | Paulo Fiuza         | Ret.     | -      |
| 2018    | Coches    | Renault    | Pascal Maimon       | Ret.     | -      |
| Fuente: |           |            |                     |          |        |

### Copa Mundial de Bajas Cross-Country de la FIA
| 2002    | Mitsubishi | Victor Jesus   | ITA   | PRT 15 | GRC   | ESP 9 | PRT | 3.º | 24 |
| 2003    | Mitsubishi | Henri Magne    | ITA 3 | PRT 1  | GRC 1 | ESP 7 | PRT | 1.º | 39 |
| 2004    | Mitsubishi | Henri Magne    | PRT 1 | ESP 1  | ITA 1 | PRT 2 |     | 1.º | 56 |
| 2006    | Nissan     | Andreas Schulz | ITA   | ESP 2  | PRT   |       |     | 4.º | 11 |
| Fuente: |            |                |       |        |       |       |     |     |    |